# Pliego (Murcia)
Pliego ist ein südspanischer Ort und eine Gemeinde (municipio) mit 3.964 Einwohnern (Stand: 2024) im Zentrum der Provinz Murcia in der gleichnamigen autonomen Region Murcia. 

## Lage
Der Ort Pliego liegt knapp 45 km (Fahrtstrecke) westlich der Stadt Murcia in einer Höhe von ca. 370 bis 400 m ü. d. M. Das Klima im Winter ist gemäßigt, im Sommer dagegen warm bis heiß; die geringen Niederschlagsmengen (ca. 335 mm/Jahr) fallen – mit Ausnahme der nahezu regenlosen Sommermonate – verteilt übers ganze Jahr.

## Bevölkerungsentwicklung
| Jahr      | 1857  | 1900  | 1950  | 2000  | 2016  |
| Einwohner | 2.579 | 2.745 | 3.238 | 3.409 | 3.933 |

Die kontinuierliche Bevölkerungsanstieg ist im Wesentlichen auf die Zuwanderung von Menschen aus den umliegenden Dörfern zurückzuführen.

## Wirtschaft
Pliego liegt im Westen der agrarisch genutzten Kernzone der Provinz Murcia – früher wurden Getreide, Weinreben sowie Oliven- und Obstbäume aller Art zur Selbstversorgung angepflanzt; Gemüse stammte aus den Hausgärten. Heute werden hauptsächlich Pfirsiche, Aprikosen und Zitrusfrüchte geerntet. Im Ort selbst haben sich Kleinhändler, Handwerker und Dienstleistungsbetriebe aller Art angesiedelt. Daneben gibt es mehrere Ferienhäuser (casas rurales).

## Geschichte
Auf einem Kalksteinplateau wurden bronzezeitliche Kleinfunde gemacht; die dazugehörige Siedlung erhielt den Namen La Almoloya. Römische und westgotische Funde fehlen. In den Jahren nach 711 wurde die Gegend von den Mauren überrannt. Bereits im 10./11. Jahrhundert entstand eine Burg; Ende des 12. Jahrhunderts gründeten die Berber auf einer weiteren Anhöhe eine Festung (hisn) und ein umgebendes Dorf. Nach dem Ende des Kalifats von Córdoba entstand das Taifa-Königreich Murcia, das nach der Rückeroberung (reconquista) der Region durch kastilische Truppen unter Alfons X. im Jahr 1243 in ein christliches Königreich umgewandelt wurde, welches jedoch eng mit der Krone von Kastilien verflochten war. Nach einem Aufstand in den Jahren 1264–1266 wurde die Berbersiedlung zerstört; die gesamte Region wurde in die Hände des Santiago-Ritterordens gegeben. Im Tal entstand ein neuer Ort. Zu Beginn des 16. Jahrhunderts verließen viele Mauren (moriscos) das Land; andere blieben und wurden erst zu Beginn des 17. Jahrhunderts durch Erlasse Philipps III. bzw. seines Ersten Ministers, des Herzogs von Lerma, des Landes verwiesen, was negative demographische und wirtschaftliche Folgen für die Region hatte.

## Sehenswürdigkeiten

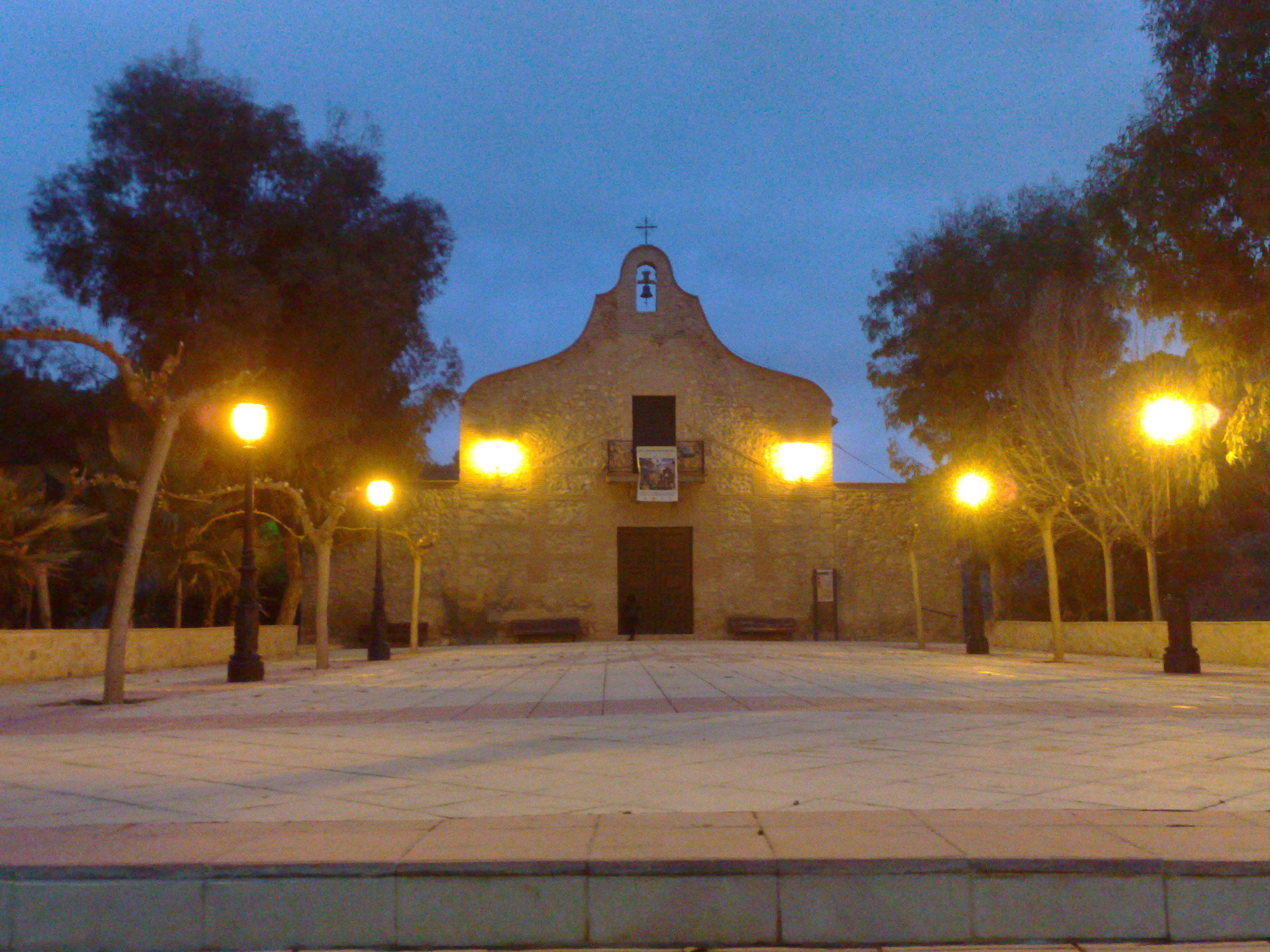
Ermita de la Virgen de los Remedios

- Von den beiden mittelalterlichen Burgen Castillo de las Paleras und Castillo de Pliego existieren nur noch Ruinen.[7][8]
- Die Iglesia de Santiago ist ein Bau aus der Mitte des 18. Jahrhunderts; er besteht aus (teilweise verputzten) Bruchsteinmauerwerk. Das Kirchenschiff verfügt über Seitenkapellen und eine auf einem Tambour ruhende Kuppel.[9][10]
- Die Casa de la Tercia war ein Getreidespeicher (pósito) des Santiagoordens. Das heutige Gebäude stammt aus dem Jahr 1802 und zeigt das Jakobskreuz über dem Portal.[11]
- Das Museo de la Almazara Santiaguista beschäftigt sich mit der Ölherstellung.[12]
- In einem noblen Gebäude aus dem 18. Jahrhundert (Casa Grande) ist heute das Rathaus (ayuntamiento) untergebracht.[13]
- Die dreischiffige Ermita de la Virgen de los Remedios steht auf einem Felssporn am Ortsrand; sie stammt aus dem 18. Jahrhundert und beeindruckt durch einen geschwungenen Glockengiebel (espadaña) und einen Außenbalkon.[14]